# Volumes 7 & 8
 (juin 2020).
Si vous disposez d'ouvrages ou d'articles de référence ou si vous connaissez des sites web de qualité traitant du thème abordé ici, merci de compléter l'article en donnant les références utiles à sa vérifiabilité et en les liant à la section « Notes et références ».
Albums de The Desert Sessions (collectif)
Volumes 5 & 6
(1999) Volumes 9 & 10
(2003)
 (juin 2020).
Cet opus du collectif Desert Sessions créé par Josh Homme a été enregistré en 6 jours au Rancho De La Luna à Joshua Tree (Californie). Tous les titres ont été composés par les membres du collectif.
Il s'agit du premier enregistrement effectué sur le label Rekords Rekords créé par Josh Homme.

## Les musiciens
Toute une série d'artistes a participé à la réalisation de l'album. Avec, parmi eux :
- Josh Homme
- Brendon McNichol
- Chris Goss
- Fred Drake
- Mark Lanegan
- Alain Johannes
- Nick Oliveri
- Natasha Schneider
- Samantha Maloney

## Les titres
- Volume 7 : Gypsy Marches

1. Don't Drink Poison - 5 min 02 s
2. Hanging Tree - 3 min 13 s
3. Winners - 1 min 07 s
4. Polly Wants a Crack Rock - 2 min 30 s
5. Up In Hell - 4 min 47 s

- Volume 8 : Can You See Under My Thumb ?... There You Are

1. Nenada - 3 min 10 s
2. The Idiots Guide - 3 min 05 s
3. interpretive Reading - 1 min 36 s
4. Covousier - 1 min 51 s
5. Cold Sore Superstars - 3 min 25 s
6. Making a Cross - 5 min 31 s
7. Ending - 1 min 29 s
8. Piano Bench Breaks - 2 min 45 s

## Informations sur le contenu de l'album
Josh Homme a repris Hanging Tree pour l'album Songs for the Deaf de Queens of the Stone Age.